# Správní obvod obce s rozšířenou působností Nový Bydžov
Správní obvod obce s rozšířenou působností Nový Bydžov je od 1. ledna 2003 jedním ze dvou správních obvodů rozšířené působnosti obcí v okrese Hradec Králové v Královéhradeckém kraji. Čítá 23 obcí.
Město Nový Bydžov je zároveň obcí s pověřeným obecním úřadem, přičemž oba správní obvody jsou územně totožné.

## Seznam obcí
Poznámka: Města jsou vyznačena tučně.
- Babice
- Barchov
- Hlušice
- Humburky
- Kobylice
- Králíky
- Lužec nad Cidlinou
- Měník
- Mlékosrby
- Myštěves
- Nepolisy
- Nový Bydžov
- Ohnišťany
- Petrovice
- Prasek
- Skřivany
- Sloupno
- Smidary
- Starý Bydžov
- Šaplava
- Vinary
- Zachrašťany
- Zdechovice

## Obyvatelstvo
| Rok  | Obyv.  | ± %    |
| ---- | ------ | ------ |
| 1869 | 24 904 | —      |
| 1880 | 27 008 | +8,4 % |
| 1890 | 27 947 | +3,5 % |
| 1900 | 28 994 | +3,7 % |
| 1910 | 29 920 | +3,2 % |

| Rok  | Obyv.  | ± %    |
| ---- | ------ | ------ |
| 1921 | 28 365 | −5,2 % |
| 1930 | 27 052 | −4,6 % |
| 1950 | 21 379 | −21 %  |
| 1961 | 21 162 | −1 %   |
| 1970 | 19 099 | −9,7 % |

| Rok  | Obyv.  | ± %    |
| ---- | ------ | ------ |
| 1980 | 18 214 | −4,6 % |
| 1991 | 17 043 | −6,4 % |
| 2001 | 17 053 | +0,1 % |
| 2011 | 17 288 | +1,4 % |
| 2021 | 17 172 | −0,7 % |